# Daniel Wagner Jørgensen
Daniel Wagner Jørgensen, né le 3 juin 1993 à Vejle, est un athlète et snowboardeur handisport danois.

## Biographie
Il est désigné porte-drapeau pour la cérémonie d'ouverture des Jeux paralympiques d'hiver de 2018.

## Palmarès

### Jeux paralympiques d'hiver
- Jeux paralympiques d'hiver de 2018

### Jeux paralympiques d'été
- 2016 : Rio de Janeiro,  Brésil
  -  Médaille d'argent au 100 m
  -  Médaille de bronze au saut en longueur
- 2021 : Tokyo,  Japon
  -  Médaille de bronze au saut en longueur, catégorie T63